# Provinz Jujuy
Die Provinz Jujuy  [xuˈxuɪ] liegt im äußersten Nordwesten Argentiniens. Sie grenzt im Westen an Chile, im Norden an Bolivien und im Süden und Osten an die Provinz Salta.

## Geografie
Im Nordwesten der Provinz befinden sich die Anden und zwischen den beiden Hauptkämmen die Hochwüste Puna auf 3500–4000 Metern Höhe. Östlich davon liegt die Region der Hochtäler mit den beiden Einschnitten der Quebrada de Humahuaca und des Valle Grande. Im Südosten befindet sich die mit niedrigen Bergketten durchzogene feuchte Yunga-Bergregenwaldregion, die jedoch fast vollständig von Kulturlandschaft geprägt ist.

## Bevölkerung
Der Großteil der Einwohner konzentriert sich im südöstlichen Tiefland, wo sich mit der Hauptstadt San Salvador de Jujuy, Libertador General San Martín, Perico und San Pedro de Jujuy auch die größten Städte der Provinz befinden. Eine mittlere Bevölkerungsdichte findet man in der Quebrada de Humahuaca, während die Puna nur dünn besiedelt ist. Etwa 65 Prozent der Einwohner sind Mestizen oder Nachkommen verschiedener indigener Gruppen, wobei die Kollas aus der Puna zahlenmäßig die größte sind, gefolgt von den Chiriguanos des Tieflandes.

## Geschichte
Die Provinz Jujuy wurde vermutlich schon in vorchristlicher Zeit von den indigenen Omaguaca besiedelt. Diese wurden um 1200 in das Reich der Inka eingegliedert. Die Omaguacas waren sesshaft und betrieben Landwirtschaft. Technologisch waren sie ähnlich wie die anderen Ethnien der Region (Diaguitas, Calchaquíes, Quilmes) die fortschrittlichsten des Landes. Sie siedelten vor allem in der nach ihnen benannten Quebrada de Humahuaca.
Die Spanier eroberten das Territorium zwischen 1550 und 1580 vom heutigen Peru aus und gründeten ihre Städte teilweise bei alten Indianerorten. Bis weit nach der Unabhängigkeit Argentiniens war das Gebiet der Puna Nationalterritorium; erst im 20. Jahrhundert wurde es in die Provinz Jujuy mit eingegliedert.

## Verwaltungsgliederung

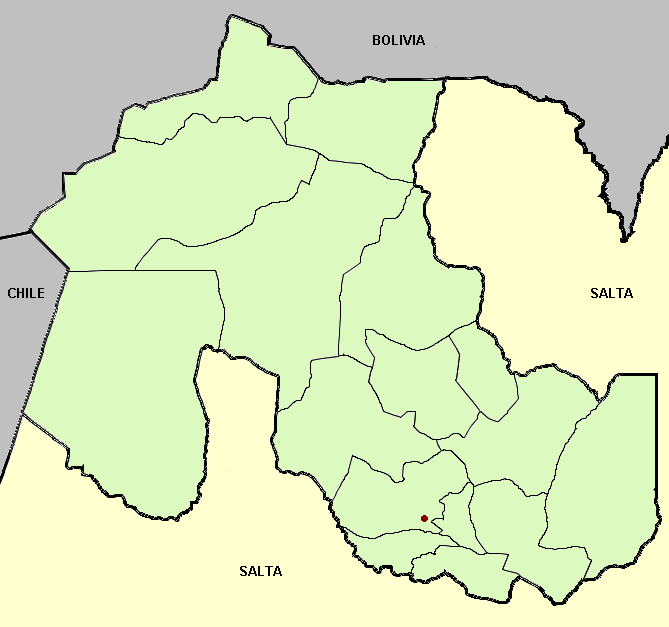
Verwaltungsgliederung der Provinz Jujuy

Die Provinz Jujuy ist in 16 Departamentos aufgeteilt.
| Departamento           | Hauptstadt                    | Fläche in km² | Einwohner (2022) |
| ---------------------- | ----------------------------- | ------------- | ---------------- |
| Cochinoca              | Abra Pampa                    | 7.837         | 15.054           |
| Doctor Manuel Belgrano | San Salvador de Jujuy         | 1.917         | 320.990          |
| El Carmen              | El Carmen                     | 0.912         | 0122.366         |
| Humahuaca              | Humahuaca                     | 3.792         | 020.914          |
| Ledesma                | Libertador General San Martín | 3.249         | 094.252          |
| Palpalá                | Palpalá                       | 0.467         | 065.541          |
| Rinconada              | Rinconada                     | 6.407         | 001.802          |
| San Antonio            | San Antonio                   | 0.690         | 006.729          |
| San Pedro              | San Pedro de Jujuy            | 2.150         | 088.241          |
| Santa Bárbara          | Santa Clara                   | 4.448         | 020.499          |
| Santa Catalina         | Santa Catalina                | 2.960         | 002.646          |
| Susques                | Susques                       | 9.199         | 004.098          |
| Tilcara                | Tilcara                       | 1.845         | 014.721          |
| Tumbaya                | Tumbaya                       | 3.442         | 005.381          |
| Valle Grande           | Valle Grande                  | 0.962         | 002.509          |
| Yavi                   | La Quiaca                     | 2.942         | 025.868          |

## Wirtschaft

### Bergbau und Industrie
Ein wichtiger Wirtschaftszweig ist die Petroleumförderung sowie die Stromerzeugung durch Wasserkraft. In der Hauptstadt befindet sich Textil- und Stahlindustrie. Die Region der Puna und Hochtäler war früher vom Bergbau geprägt. Heute befindet sich dieser Wirtschaftszweig in einer tiefen Krise. Viele Minen wurden geschlossen, so dass in der Region eine hohe Arbeitslosigkeit herrscht. Daher erhofft sich die Region Perspektiven über den Handel mit Bolivien und Chile im Rahmen des „Corredor Bioceánico“ (Korridor vom Pazifik zum Atlantik). Der in Jujuy liegende Paso de Jama nach San Pedro de Atacama (Chile) ist der einzige ganzjährig befahrbare Andenpass des Landes.
In der Andenregion im Nordwesten der Provinz Jujuy lagern weltweit bedeutende Lithiumvorkommen. Die Gewinnung der Vorkommen beansprucht die knappen Süßwasservorkommen erheblich. Kritischen Medienberichten zufolge beeinträchtigt die Art der Lithiumgewinnung in Jujuy Umwelt und Lebensgrundlage der indigenen Bevölkerung.

### Landwirtschaft
Die Landwirtschaft und Agrarindustrie sind der Hauptwirtschaftszweig im fruchtbaren Südosten. Hier werden Tabak, Zuckerrohr und Früchte angebaut und verarbeitet. Die Provinz Jujuy ist mit einem Anteil von 15 Prozent der zweitgrößte Bohnenproduzent des Landes. 2004 wurden 23.000 Tonnen Bohnen (Weiße Bohnen – Alubia – ca. 70 Prozent; Schwarze Bohnen ca. 30 Prozent) geerntet. Die Ernte wird innerhalb der Provinz, in fünf Fabriken, gesäubert, klassifiziert und verpackt. 90 Prozent der Ernte gehen in den Export.
Auf Grund der wechselnden Bedingungen beim Klima und auf dem Weltmarkt können Anbauflächen und Erträge erheblich schwanken. Die Ernte 2004 bedeutete zum Beispiel einen Rückgang von 30 Prozent im Vergleich zum Vorjahr.

## Kultur
In der Provinz überwiegen Mischformen der indianischen mit der spanischen Kultur, was sich in allen Kunstbereichen, besonders aber in der Musik (siehe Folklore) und der eng damit verbundenen Religion widerspiegelt. Der Pachamama-Kult, eine Mischung aus Marien- und Mutter-Erde-Verehrung, ist auf dem Land noch weit verbreitet. Der ehemals traditionelle Karneval ist inzwischen besonders in den Hochburgen Humahuaca und Tilcara zu einem professionellen Touristenspektakel geworden. Jujuy ist zudem zusammen mit Salta und Santiago del Estero die einzige Provinz, in der vereinzelt noch die Indianersprachen Quechua und Aymara gesprochen wird, wobei dies wegen fehlender zweisprachiger Erziehung in den Schulen und der weit verbreiteten Diskriminierung der Indianerkultur immer mehr verlorengeht.

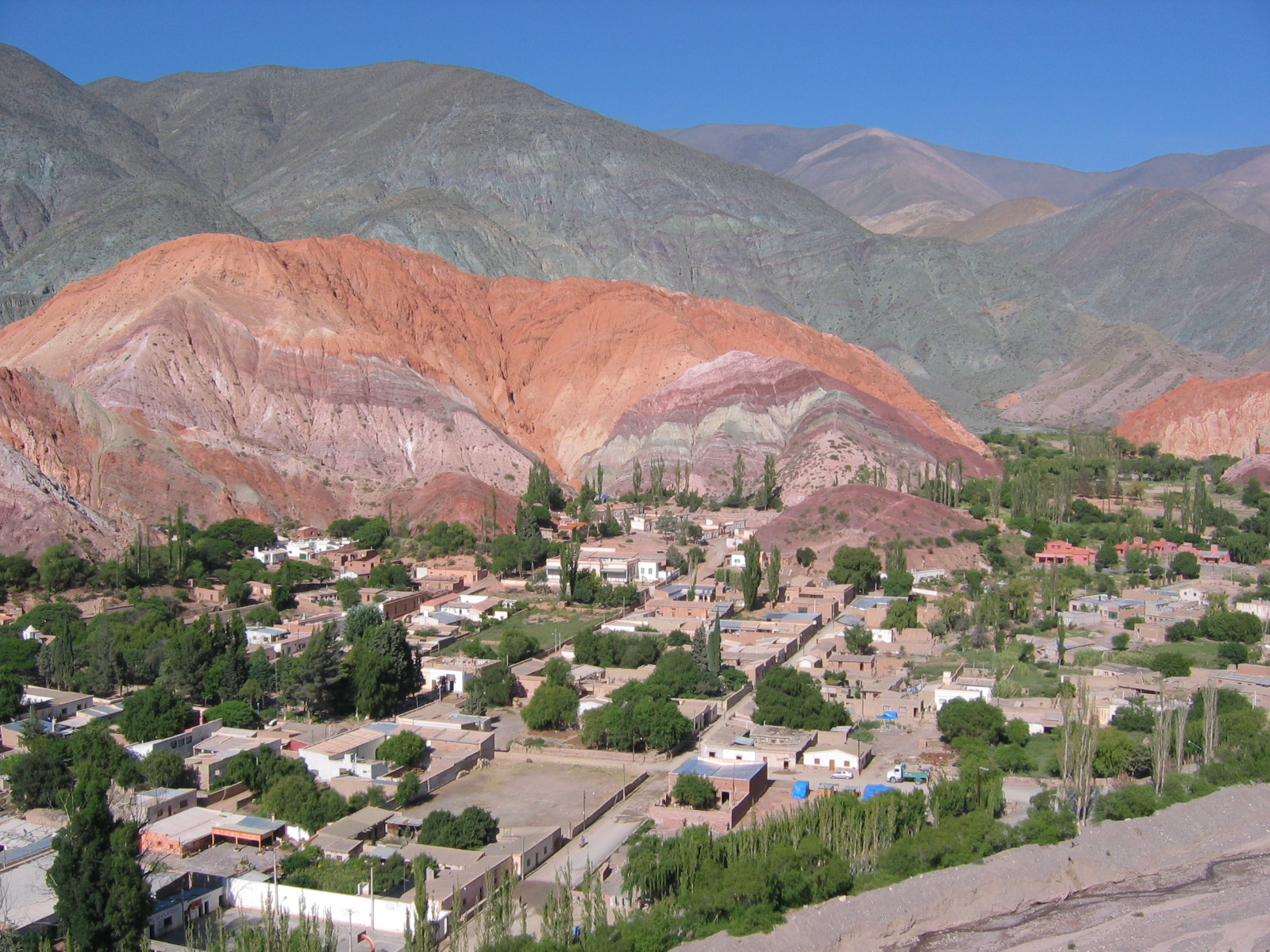
Cerro de los Siete Colores
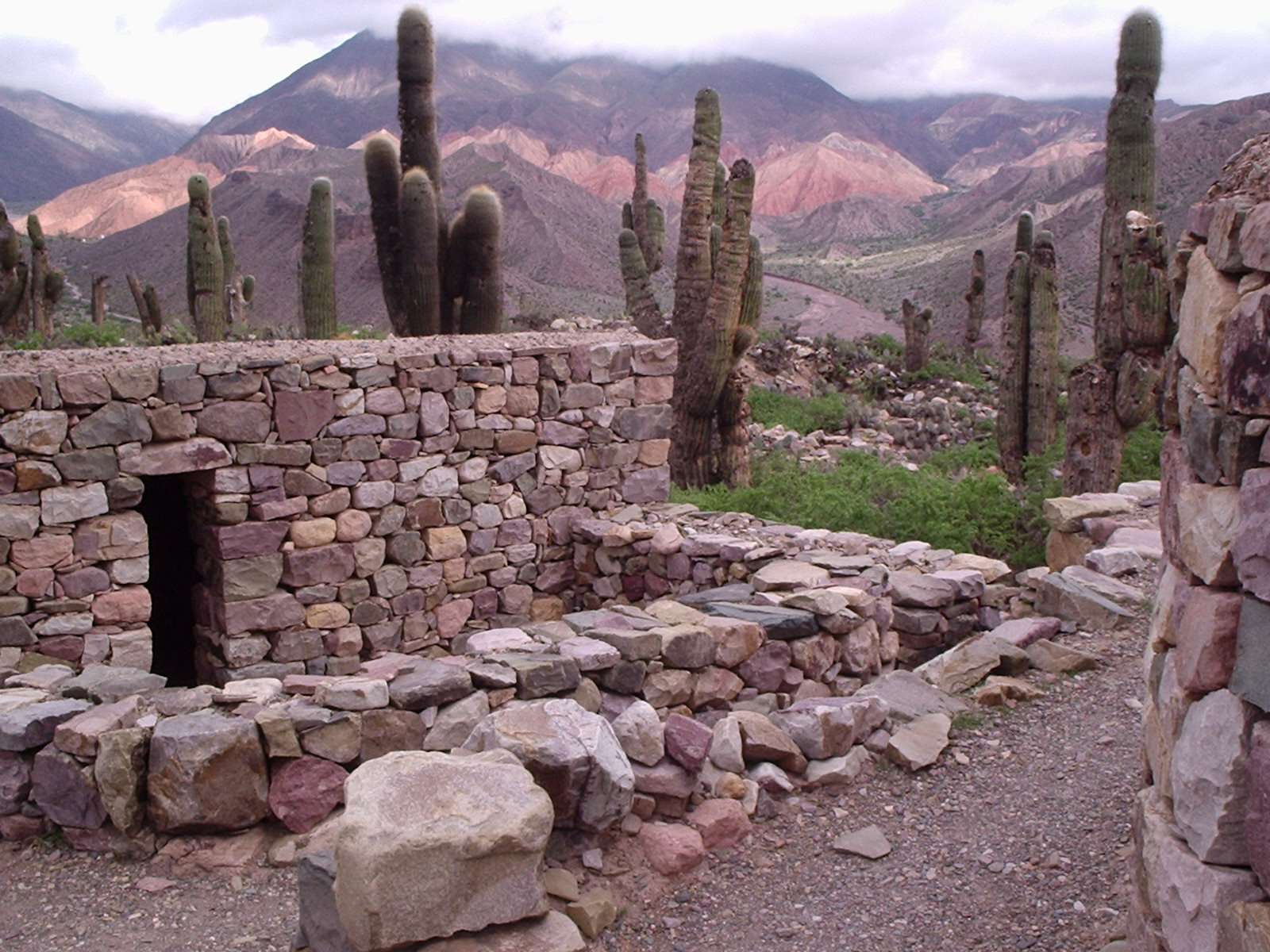
Pucará de Tilcara
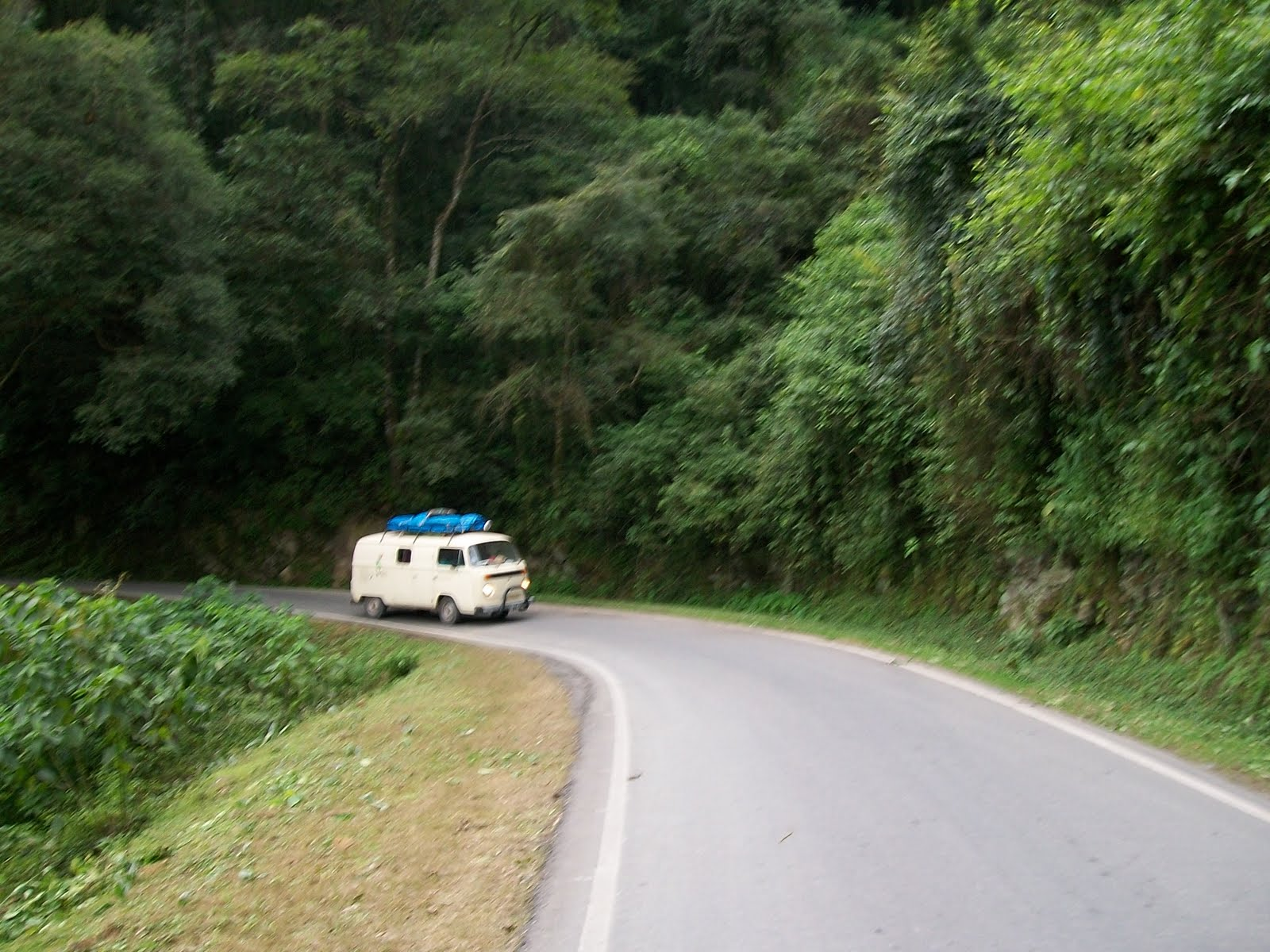
Ruta Nacional 9 (Jujuy-Salta)
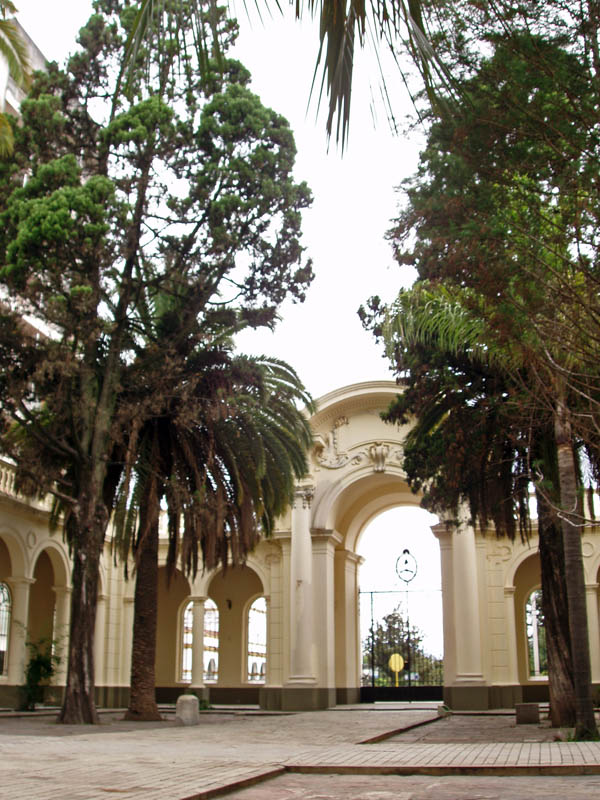
San Salvador de Jujuy